# Resurgam (U-Boot)
Resurgam (lat. resurgam = ich werde (wieder) auferstehen) war das erste U-Boot Großbritanniens im Viktorianischen Zeitalter. Es wurde von Reverend George William Littler Garrett entworfen.

## Resurgam I
Am 8. Mai 1878 meldete George William Garrett ein Patent auf ein U-Boot zum Anbringen von Torpedos usw. (engl. Submarine boat for placing torpedoes, etc.) an. Er gründete die Garrett Sub-Marine Navigation and Pneumataphore Company und sammelte Geld. Zunächst ließ er einen Prototyp seines U-Boots bauen, das nur etwa ein Drittel der eigentlichen Größe hatte. Es war 4,27 m lang und wog 4,5 t. Als Antrieb diente eine Handkurbel mit der der Propeller betrieben wurde. Es bot nur einer Person Platz, die also für den Antrieb und die Navigation auf sich allein angewiesen war. Das Anbringen von Spierentorpedos an feindlichen Schiffen sollte von Hand über eine gefettete Ledermanschette erfolgen. 1878 lief das U-Boot vom Stapel. Es stellte sich schnell heraus, dass die Resurgam I anfällig für Leckagen war.

## Resurgam II
Am 26. November 1879 war der Stapellauf der Resurgam II. Sie hatte eine Länge von 13,72 m, andere Quellen nennen 21,5 m, einen Durchmesser von 3,05 m und 30 t Gewicht und kostete £ 1538. Im Innern war Platz für drei Besatzungsmitglieder. Den Propeller am Heck trieb eine feuerlose Dampfmaschine mit geschlossenem Kreislauf und Dampfspeicher des amerikanischen Erfinders Emile Lamm an. Im aufgetauchten Zustand wurde der Dampfkessel beheizt und überhitzter Dampf im Dampfspeicher gespeichert. Zum Untertauchen musste das Feuer gelöscht und der Schornstein umgeklappt werden. Mit dem gespeicherten Dampf sollte sich das U-Boot für bis zu vier Stunden mit einer Geschwindigkeit von 2 kn fortbewegen können. Diese Art Antrieb wurde zu jener Zeit auch bei der Londoner U-Bahn angewendet.
Erste Versuche absolvierte man bei East Float in der Nähe von Wallasey. Unter den Zuschauern befand sich auch Garretts späterer Partner Thorsten Nordenfelt. Bei der Überführung zum etwa 2 km entfernten Marinestützpunkt in Birkenhead, die das U-Boot aus eigener Kraft gegen die Strömung des River Mersey absolvieren sollte, kam es zu mechanischen Problemen. Das U-Boot wurde abgetrieben und man musste im Foryd Harbour bei Rhyl anlegen. Nach der Reparatur schleppte man am 25. Februar 1880 das bemannte U-Boot bei starkem Wind mit der Dampfjacht Elphin nach Birkenhead. Die Elphin erlitt jedoch unterwegs Maschinenprobleme und die Crew der Resurgam II begab sich auf die Jacht, um bei der Lösung des Problems behilflich zu sein. Die Luke des U-Boots konnte jedoch von außen nicht verschlossen werden und so drang aufgrund der rauen See Wasser in das U-Boot ein. Unter der zunehmenden Masse des U-Boots riss das Seil, an dem es befestigt war, und das Boot sank etwa 9 km nördlich von Rhyl.
Trotz des Fehlschlags wollte George William Garrett das U-Boot dem schwedischen Erfinder Thorsten Nordenfelt vorführen, welcher dann auch die Mittel aufbrachte, um in Stockholm einen noch größeren Prototyp von 30,2 m Länge und einer Tauchtiefe von 23 m zu produzieren, die Nordenfelt Nr. 1.

## Entdeckung des Wracks
1995 verhakte sich ein Netz eines Fischers aus Colwyn Bay am Meeresboden. Keith Hurley, ein Taucher aus Chester, der damit beauftragt war, das Netz loszulösen, entdeckte, dass sich dieses in 18 m Tiefe am Wrack der Resurgam II verfangen hatte. Am 4. Juli 1996 wurde es zum geschützten Wrack Nr. 42 erklärt. Das gut erhaltene Wrack hat nur leichte Schäden, ist jedoch durch illegale Tauchgänge und Schleppnetzfischerei bedroht. 1997 wurde innerhalb des Projekts SUBMAP das Wrack archäologisch untersucht. Um die Resurgam II vor weiterer Korrosion zu schützen, wurde sie mit Opferanoden versehen. 2007 wurden Zinkopferanoden installiert und 2012 wurden diese durch neue ausgetauscht. Das Heben des Wracks scheiterte bisher an den hohen Kosten für die Konservierung.

## Nachbau
Von 1996 bis 1997 wurde von Auszubildenden des AMARC Training College bei der Cammell, Laird & Company ein Nachbau der Resurgam II gebaut. Seit März 1997 ist dieses am Woodside-Fährterminal in Birkenhead öffentlich ausgestellt. 2009 wurde die Replik durch Studenten des North West Maritime and Engineering College restauriert.